# ちばぎん幕張ビル
ちばぎん幕張ビル（ちばぎんまくはりビル）は、千葉県千葉市美浜区にある千葉銀行グループ会社の本社ビルである。グループ会社9社の本社を集約している。

## 概要
幕張新都心の業務研究地区（ハイテク・ビジネス地域）に位置し、完成当時の名称はBMWジャパン本社ビルでBMW JAPANの本社ビルとして活用されていた。 同社は2007年（平成19年）に一部部門を残して東京駅前に機能移転し、その後プロパストが取得、2009年（平成21年）3月にはACCESSが取得し研究開発拠点（幕張オフィス）として運用していた。同社は2016年（平成28年）に本社機能集約を目的として、研究開発拠点を東京都内に移転したため、同年1月29日に同ビルを日本国内の事業法人に売却。後に千葉銀行がオフィスの拡張を目的として、同ビルを「ちばぎん幕張ビル」として運用している。
ハイテク・ビジネス地域の熱源設備は、下水処理水活用の水熱源ヒートポンプパッケージ方式を主力に、空気熱利用ヒートポンプ（熱回収型）、電動遠心冷凍機などで構成しており、約4460立方メートルの蓄熱槽と組み合わせて蓄熱式ヒートポンプシステムを採用、夏期における電力負荷のピーク抑制並びに負荷の平準化（省エネルギー効果）を図っている。

## 歴史
- 1991年（平成3年） - BMW JAPANの本社ビルとしてBMWジャパン本社ビルを竣工。
- 2007年（平成19年） - BMWジャパン本社ビルの一部機能を残し、東京都千代田区の「グラントウキョウサウスタワー」に移転。後にプロパストが取得[1]。
- 2009年（平成21年）3月 - プロパストが移転し、ACCESSの研究開発拠点となる[2]。
- 2016年（平成28年）
  - 1月25日 - ACCESSの本社機能を東京都千代田区に移転[3]。
  - 1月29日 - 同ビルを日本国内の事業法人に売却[4]。以降は千葉銀行が「ちばぎん幕張ビル」として運用。
  - 5月16日 - 株式会社総武の本社が入居。
  - 5月23日 - ちばぎんリース株式会社の本社が入居。
  - 5月30日 - ちば債権回収株式会社の本社が入居。
  - 6月6日 - ちばぎんキャリアサービス株式会社およびちばぎんキャピタル株式会社の本社が入居。
  - 7月19日 - ちばぎんコンピューターサービス株式会社の本社が入居。
  - 7月25日 - 株式会社ちばぎん総合研究所の本社が入居。
  - 9月20日 - ちばぎんジェーシービーカード株式会社およびちばぎんディーシーカード株式会社の本社が入居。

## 入居企業・部門
入居企業・部門など一覧、※は本社機能（2019年9月5日時点）。
- ちばぎんキャリアサービス株式会社※
- ちば債権回収株式会社※
- ちばぎんリース株式会社※
- ちばぎんリース株式会社※
- 株式会社 総武※
- ちばぎんキャリアサービス株式会社※
- 株式会社ちばぎん総合研究所※
- ちばぎんディーシーカード株式会社※
- ちばぎんジェーシービーカード株式会社※
- 千葉銀行現金自動預け払い機（ATM）コーナー

## アクセス

### 公共交通機関
- JR東日本 海浜幕張駅 徒歩約8分

### 自動車
- 最寄りのインターチェンジ
  - 東関東自動車道 湾岸千葉インターチェンジ・湾岸習志野インターチェンジ